# Luigi I Gonzaga di Luzzara
Luigi I Gonzaga (3 novembre 1602 – 24 aprile 1666) è stato un nobile e militare italiano.

## Biografia
Era figlio di Federico I Gonzaga e di Elisabetta Gonzaga di Poviglio. Fu comandante supremo delle milizie del ducato di Mantova nel 1627.
Nel 1630, in conseguenza della guerra di successione di Mantova e del Monferrato, il feudo di Luzzara venne separato dal ducato di Mantova e assegnato ai Gonzaga di Guastalla. Luigi avanzò alcune pretese presso l'imperatore Ferdinando II, che aveva concesso alcune terre a Cesare II Gonzaga, duca di Guastalla.

## Discendenza
Il 4 luglio 1634 sposò Elena Gonzaga (21 luglio 1618-dopo il 1664), figlia di Pirro Maria dei Gonzaga di Vescovato, dalla quale ebbe dieci figli:
- Isabella (22 luglio 1635-?), sposò il conte Paolo Pola di Treviso
- Federico (1636-1698), suo successore
- Pirro (o Pietro Maria) (18 febbraio 1638-20 aprile 1693)
- Massimiliano (7 febbraio 1639-11 novembre 1640)
- Luigi (2 novembre 1640-?), morto in tenera età
- Ercole (5 dicembre 1643-28 luglio 1644)
- Rodomonte (20 maggio 1645-1718), monaco gesuita a Macao col nome di Giuseppe Maria
- Silvia (n. e m. 1647)
- Francesco (10 novembre 1651-?)
- Ippolita (?-1679), monaca francescana nel convento di S. Paolo

## Ascendenza
|                                            |                                        |                                                      | Genitori                                              |  |  | Nonni |  |  | Bisnonni                                     |  |  | Trisnonni                                     |  |
|                                            |                                        |                                                      |                                                       |  |  |       |  |  | 8. Massimiliano Gonzaga, marchese di Luzzara |  |  | 16. Gianfrancesco Gonzaga, signore di Luzzara |  |
|                                            |                                        |                                                      |                                                       |  |  |       |  |  | 8. Massimiliano Gonzaga, marchese di Luzzara |  |  | 16. Gianfrancesco Gonzaga, signore di Luzzara |  |
|                                            |                                        | 17. Laura Pallavicino                                |                                                       |  |  |       |  |  | 8. Massimiliano Gonzaga, marchese di Luzzara |  |  |                                               |  |
| 4. Prospero Gonzaga, marchese di Luzzara   |                                        |                                                      |                                                       |  |  |       |  |  | 8. Massimiliano Gonzaga, marchese di Luzzara |  |  |                                               |  |
|                                            |                                        | 9. Caterina Colonna                                  | 18. Prospero Colonna, III duca di Marsi               |  |  |       |  |  |                                              |  |  |                                               |  |
|                                            |                                        | 9. Caterina Colonna                                  | 18. Prospero Colonna, III duca di Marsi               |  |  |       |  |  |                                              |  |  |                                               |  |
|                                            |                                        | 9. Caterina Colonna                                  | 19. Giulia Colonna di Palestrina                      |  |  |       |  |  |                                              |  |  |                                               |  |
| 2. Federico I Gonzaga, marchese di Luzzara |                                        | 9. Caterina Colonna                                  |                                                       |  |  |       |  |  |                                              |  |  |                                               |  |
|                                            |                                        | 10. Pirro II Gonzaga, principe di Bozzolo            | 20. Carlo Gonzaga, signore di San Martino dall'Argine |  |  |       |  |  |                                              |  |  |                                               |  |
|                                            |                                        | 10. Pirro II Gonzaga, principe di Bozzolo            | 20. Carlo Gonzaga, signore di San Martino dall'Argine |  |  |       |  |  |                                              |  |  |                                               |  |
|                                            |                                        | 10. Pirro II Gonzaga, principe di Bozzolo            | 21. Emilia Cauzzi Gonzaga                             |  |  |       |  |  |                                              |  |  |                                               |  |
| 5. Isabella Gonzaga                        |                                        | 10. Pirro II Gonzaga, principe di Bozzolo            |                                                       |  |  |       |  |  |                                              |  |  |                                               |  |
|                                            |                                        | 11. Francesca Guerrieri                              | 22. Tullo Guerrieri, I marchese di Mombello           |  |  |       |  |  |                                              |  |  |                                               |  |
|                                            |                                        | 11. Francesca Guerrieri                              | 22. Tullo Guerrieri, I marchese di Mombello           |  |  |       |  |  |                                              |  |  |                                               |  |
|                                            |                                        | 11. Francesca Guerrieri                              | 23. Giulia Brembati                                   |  |  |       |  |  |                                              |  |  |                                               |  |
| 1. Luigi I Gonzaga, marchese di Luzzara    |                                        | 11. Francesca Guerrieri                              |                                                       |  |  |       |  |  |                                              |  |  |                                               |  |
|                                            | 12. Rodolfo Gonzaga, conte di Poviglio | 24. Gianfrancesco Gonzaga, signore di Luzzara (= 16) |                                                       |  |  |       |  |  |                                              |  |  |                                               |  |
|                                            | 12. Rodolfo Gonzaga, conte di Poviglio | 24. Gianfrancesco Gonzaga, signore di Luzzara (= 16) |                                                       |  |  |       |  |  |                                              |  |  |                                               |  |
|                                            | 12. Rodolfo Gonzaga, conte di Poviglio | 25. Laura Pallavicino (= 17)                         |                                                       |  |  |       |  |  |                                              |  |  |                                               |  |
| 6. Luigi Gonzaga, conte di Poviglio        | 12. Rodolfo Gonzaga, conte di Poviglio |                                                      |                                                       |  |  |       |  |  |                                              |  |  |                                               |  |
|                                            |                                        | 13. Isabella Gonzaga di Bozzolo                      | 26. Pirro Gonzaga, signore di Bozzolo                 |  |  |       |  |  |                                              |  |  |                                               |  |
|                                            |                                        | 13. Isabella Gonzaga di Bozzolo                      | 26. Pirro Gonzaga, signore di Bozzolo                 |  |  |       |  |  |                                              |  |  |                                               |  |
|                                            |                                        | 13. Isabella Gonzaga di Bozzolo                      | 27. Camilla Bentivoglio                               |  |  |       |  |  |                                              |  |  |                                               |  |
| 3. Elisabetta Gonzaga di Poviglio          |                                        | 13. Isabella Gonzaga di Bozzolo                      |                                                       |  |  |       |  |  |                                              |  |  |                                               |  |
|                                            |                                        | …                                                    | …                                                     |  |  |       |  |  |                                              |  |  |                                               |  |
|                                            |                                        | …                                                    | …                                                     |  |  |       |  |  |                                              |  |  |                                               |  |
|                                            |                                        | …                                                    | …                                                     |  |  |       |  |  |                                              |  |  |                                               |  |
| 7. Diana Paccaroni                         |                                        | …                                                    |                                                       |  |  |       |  |  |                                              |  |  |                                               |  |
|                                            |                                        | …                                                    | …                                                     |  |  |       |  |  |                                              |  |  |                                               |  |
|                                            |                                        | …                                                    | …                                                     |  |  |       |  |  |                                              |  |  |                                               |  |
|                                            |                                        | …                                                    | …                                                     |  |  |       |  |  |                                              |  |  |                                               |  |
|                                            |                                        | …                                                    |                                                       |  |  |       |  |  |                                              |  |  |                                               |  |